# Rhythm of Love (Anita Baker)
Rhythm of Love è il quinto album discografico in studio della cantante R&B/soul statunitense Anita Baker, pubblicato nel settembre 1994.

## Tracce
1. Rhythm of Love (Anita Baker, Patrick Moten) 5:50
2. The Look of Love (Burt Bacharach, Hal David) 4:47
3. Body and Soul (Rick Nowels, Ellen Shipley) 5:42
4. Baby (Baker) 4:25
5. I Apologize (Baker, Barry J. Eastmond, Gordon Chambers) 5:09
6. Plenty of Room (Baker) 4:57
7. It's Been You (Sami McKinney, Michael O'Hara, Mary Unobsky) 4:59
8. You Belong to Me (Carly Simon, Michael McDonald) 4:41
9. Wrong Man (Baker) 5:51
10. Only for a While (Dawn Thomas) 5:16
11. Sometimes I Wonder Why (Mike Reid, Mack David) 4:37
12. My Funny Valentine (Richard Rodgers, Lorenz Hart) 5:06

## Classifiche
| Classifica (1994)                   | Posizione raggiunta |
| ----------------------------------- | ------------------- |
| Stati Uniti (Billboard 200)         | 3                   |
| Regno Unito (Official Albums Chart) | 14                  |